# Ust'-Kinel'skij
Ust'-Kinel'skij (in russo Усть-Кинельский?) è un insediamento di tipo urbano del distretto Kinel'skij, nell'oblast' di Samara, in Russia. Fa parte del circondario urbano di Kinel'.
Si trova sulla riva destra del fiume Bol'šoj Kinel', circa 6 km a nord-ovest del centro di Kinel' e 30 km a est-nord-est di Samara. Con Alekseevka è uno dei due insediamenti di tipo urbano del circondario di Kinel'.